# Kobra (film 1973)
Kobra (Sssssss) è un film del 1973, diretto da Bernard L. Kowalski.

## Trama
Lo studente David Blake viene assunto come assistente dal dottor Stoner, un quotato ofiologo. Il precedente assistente di Stoner ha lasciato misteriosamente la città tempo prima, senza lasciare traccia. Stoner sottopone David ad un ciclo di iniezioni, apparentemente utili a mettere al sicuro il giovane da un eventuale morso dei serpenti velenosi ospitati nel rettilario dello scienziato; in seguito David avvertirà strani effetti collaterali. Intanto David inizia una relazione con la figlia di Stoner, Kristina, che il padre non vede di buon occhio. Mentre visita una fiera di "freaks", la ragazza nota nel loro Uomo-Serpente una notevole rassomiglianza con il precedente assistente del padre, che lei conosceva molto bene. Infatti, anche David sta lentamente trasformandosi in un Cobra reale.

## Edizione italiana
Distribuito in Italia nell'aprile 1976 con il titolo originale, sulla scia del filone sugli animali pericolosi e del successo de Lo squalo di Steven Spielberg, entrambi prodotti da Brown e Zanuck. Il doppiaggio era affidato alla C.D.

## Home video
Uscito in dvd il 21 settembre 2011 per la Pulp Video.